# Hugo Ilse
Hugo Ilse (ur. 14 sierpnia 1835 w Brühl koło Kolonii, zm. 25 lutego 1900 w Phalsbourg) – niemiecki botanik, leśnik.
Był synem leśnika. Rozpoczął studia prawnicze i filozoficzne w Greifswaldzie, ale przeniósł się później na Akademię Leśną w Eberswalde. W 1869 obronił w Rostocku rozprawę doktorską poświęconą florze środkowej Turyngii. Pracował w służbie leśnej m.in. w Trewirze, Hohenheide (Zbrojewie), Lemberg w Lotaryngii (od 1873).
Ogłosił kilka prac botanicznych, m.in. na podstawie odbytej w 1868 wyprawy w Tatry (z Richardem Fritze) – Karpaten-Reise ("Verhandlungen der Zoologisch-Botanischen Gesellschaft in Wien", 1870). Dwie publikacje poświęcił florze Pomorza: zróżnicowaniu flory brzegów Odry w okolicy Hohensaten (Bielinka) i Zehden (Cedyni) przed 1861 (Zur Flora des Oderbruches zwischen Hohensaten und Zehden, "Verhandlungen des Botanischen Vereins für die Provinz Brandenburg und die angrenzenden Länder", 1861/1862) i florze nadleśnictwa Wilhelmswalde (Drewniaczki, Mittheilungen über die Flora des wilhelmswalder Forests, "Schriften der Königlichen physikalisch-ökonomischen Gesellschaft zu Königsberg in Preußen", 1864).

## Źródła i linki zewnętrzne
- Magdalena Ziarnek, Badacze szaty roślinnej Pomorza sprzed roku 1945, Szczecin 2012, s. 74
- Jan-Peter Frahm, Jens Eggers, Lexicon deutschsprachiger Bryologen, tom II, 2001, s. 216 (fragment podglądu w googlebooks, dostęp: 26 marca 2013)
- Internetowa Wielka Encyklopedia Tatrzańska Paryskich (dostęp: 26 marca 2013)
- Hugo Ilse, Flora von Mittelthüringen, "Jahrbücher der Königlichen Akademie gemeinnütziger Wissenschaften zu Erfurt", zeszyt 4, 1866 (dostęp pełnotekstowy)